# تشارلي هيوستن
تشارلي هيوستن (بالإنجليزية: Charlie Huston)‏ (1968، أوكلاند في الولايات المتحدة)؛ كاتب، سيناريست، منتج أفلام وروائي أمريكي.

## روابط خارجية
- تشارلي هيوستن على موقع IMDb (الإنجليزية)